# نگویادوما (استان ماسوویان)
نگویادوما (به لاتین: Niewiadoma) یک روستا در لهستان است که در گمینا سابنگه واقع شده‌است. نگویادوما ۱۰۰ نفر جمعیت دارد.